# Gravidez psicológica canina
A gravidez psicológica canina, falsa gestação canina, ou pseudociese canina, ocorre quando a fêmea apresenta comportamentos e sinais de uma gestação sem estar grávida.
Durante o cio, a fêmea recebe muitos estímulos hormonais, algumas são mais sensíveis a estas oscilações, o que causa uma irregularidade no ciclo estral.
Os cães são parentes próximos dos lobos, na vida em alcatéia, somente as lobas dominantes se reproduzem. Para cuidar dos filhotes, elas contam com a ajuda das demais fêmeas. Produzir leite mesmo sem ter engravidado permite à loba não dominante amamentar a ninhada e liberar a dominante para exercer outros papéis, como o de ajudar a defender o grupo e o de trazer alimentos, aumentando a capacidade de sobrevivência de toda a alcateia.

## Causas
Durante o ciclo estral, a progesterona é o principal hormônio que altera o corpo da cadela, ele é responsável por preparar o corpo para uma gravidez, quando aumenta, os níveis de estrógeno diminuem. Se não houve fecundação, os níveis de estrógeno e progesterona diminuem e ficam estáveis, porém, ocorre uma disfunção hormonal, e os níveis hormonais não voltam ao seu ciclo comum. O reconhecimento materno da gravidez causará persistência do corpo lúteo e o desenvolvimento de características e comportamentos necessários para cuidar da prole.

## Sintomas
- Aumento das glândulas mamárias;
- Produção de leite;
- Inchaço abdominal;
- Agressividade;
- Organização do ninho;
- Falta de apetite;

Geralmente, a cadela nesse estado utiliza bichos de pelúcia, cobertores e almofadas como se fossem sua cria, protegendo e deixando no ninho.

## Riscos
Apesar de comum, pode ter sérias consequências para o animal, um dos principais riscos é, após a produção de leite, este se empedrar nas mamas da fêmea, causando dor e inflamações, como mastite.
Nos casos mais graves pode ocorrer inflamação uterina, endometriose, alteração ovariana e infertilidade. A cadela pode desenvolver depressão durante este estado e, mesmo após a pseudociese, continuar depressiva.

## Prevenção e tratamento
Na maioria dos casos, após 14 dias, a cadela volta ao seu estado normal. A castração antes ou logo após o primeiro cio da cadela é uma forma eficaz de evitar a pseudociese canina.
São receitados medicamentos que inibem a produção de prolactina, para que o leite seque e evite futuros tumores.